# Dorothy Carter
Dorothy Carter (Nueva York, 1935 - Nueva Orleans, 7 de junio de 2003) fue una música estadounidense. Carter interpretó música contemporánea, folclórica, tradicional, medieval y experimental con una gran colección de instrumentos de cuerda como el dulcémele, la cítara, el salterio y la zanfona. Se la considera una figura importante de música popular psicodélica y en el renacimiento de la música medieval.

## Biografía
Carter comenzó a estudiar piano clásico a los seis años. Más tarde asistió al Bard College de Nueva York, a la London Royal Academy y a la Guildhall School of Music en Francia.
A principios de la década de 1970, Carter era miembro de la Central Maine Power Music Company con Robert Rutman y Constance Demby. Se mudó a Cambridge, Massachusetts, donde continuó colaborando con Rutman, quien interpretó sus esculturas sonoras en su segundo álbum. Tocó regularmente conciertos con el Steel Cello Ensemble de Rutman, una colaboración que persistió durante décadas.
En la década de 1990, Carter regresó a Londres y fundó el grupo de renacimiento femenino Mediæval Bæbes con Katherine Blake de Miranda Sex Garden. El álbum debut del grupo en 1997, Salva Nos alcanzó el número 2 en las listas de música clásica.
Más tarde, Carter se instaló en Nueva Orleans, donde vivía en un estudio en el tercer piso de un edificio de almacenes donde organizaba salones. Murió en 2003 de un aneurisma. Le sobrevivieron un hijo y una hija, Justin Carter de Los Ángeles, California y Celeste Carter de Picayune, Misisipi y un nieto, Damien Helgason.

## Apariciones
- 2000, Vancouver, BC . Dorothy Carter tocó zanfona en el Festival de Música Folk de Vancouver.[6] Se puede escuchar una grabación en el álbum Soundscapes 2000.

## Discografía

### Como Dorothy Carter
- Troubadour (1976)
- Waillee Waillee (1978)
- Paloma solitaria (2000)
- Dorothy Carter (2003)

### Con Mediæval Bæbes
- Salva Nos (1997)
- Worldes Blysse (1998)
- The Best of the Mediæval Bæbes (1999, una recopilación de pistas de los dos primeros álbumes)
- Descontento (2000)
- La rosa (2002)